# Liste d'écrivains bretons
Cette liste présente les écrivains bretons d'expression aussi bien française que bretonne, ainsi que ceux ayant écrit dans d'autres langues.
Pour cette page, on entendra par « écrivains bretons » les écrivains ayant vécu une partie substantielle en Bretagne et/ou ayant des relations familiales, professionnelles et sociales étroites avec cette région.
- Haut – A
- B
- C
- D
- E
- F
- G
- H
- I
- J
- K
- L
- M
- N
- O
- P
- Q
- R
- S
- T
- U
- V
- W
- X
- Y
- Z

## A
- Soazig Aaron (1949-)
- Hervé Abalain (1934-2014)
- Joseph Abasq (1923-2006)
- Fanch Abeozen (1896-1963)
- François Abgrall, dit Fanch Abgrall (1906-1930)
- Marianna Abgrall (1850-1930)
- Jean-Marie Abgrall (1950-)
- Jean-Pierre Abraham (1936-2003)
- Danielle Allain-Guesdon (1943-)
- Gérard Alle (1953-)
- Bernard Alliot (1936-1998)
- Guy Allix (1953-)
- Marie Allo (1866-1948)
- Loeiz Andouard (1904-1985)
- Henri Anger (1907-1989)
- Jean-Claude Andro (1937-2000)
- Claude Ansgari (1947)
- Jean-Luc Aotret (1956-)
- Patrick Arduen (1951)
- Bertrand d'Argentré (1519-1590)
- Michèle Astrud (1964-)
- Guy Autret de Missirien (1599-1660)

## B
- Jean Balcou (1932-)
- Yan Balinec (1928-2009)
- Beatrix Balteg (1936)
- Gilles Barbedette (1956-1992)
- Frédéric Bargain (1973)
- Marc Baron (1946)
- Hervé Baslé (1938-2019)
- Jeanine Baude (1946-2021)
- Gilles Baudry (1948)
- Job Le Bayon (1876-1935)
- Édouard Beaufils (1868-1941)
- Roland Becker (1957-)
- Guy Bellay (1932-2015)
- Hervé Bellec (1955-)
- Arthur Bernède (1871-1937)
- Louis Bertholom (1955-)
- Bernard Berrou (1949-)
- Erwan Berthou (1861-1933)
- Gwilherm Berthou Kerverziou (1908-1951)
- Valentine Beuve-Méry (1863-1952)
- Yann Bijer (1940)
- Jeanne Bluteau (1916-2001)
- Auguste Bocher (1878-1944)
- Mikael Bodlore-Penlaez (1975-)
- Gwenn-Aël Bolloré (1925-2001)
- Auguste Boncors (1905-1971)
- Gwilham Er Borgn (1866-1927)
- Julie Borius (1862-1942)
- Jean Bothorel (1940)
- Alan Botrel (1954)
- Théodore Botrel (1868-1925)
- Malo Bouëssel du Bourg (1960-)
- Jean-Pierre Boulic  (1944)
- Jean Claude Bourlès (1937-)
- Yann Bourven (1978)
- Michel Bouts (1902-1993)
- Yann Brekilien (1920-2009)
- Théophile Briant (1891-1956)
- Nathalie Brillant (1966)
- Évelyne Brisou-Pellen (1947-)
- Kristian Brisson (1927-2013)
- Auguste Brizeux (1803-1858)
- Fañch Broudig (1946-)
- Mathieu Brosseau
- Bruno Bertin (1963)

## C
- Georges Cadiou (1951-)
- Jean-Mathurin Cadic (1843-1917)
- Philomène Cadoret (1892-1923)
- Hélène Cadou (1922-2014)
- René Guy Cadou (1920-1951)
- Jean-Claude Caër (1952-)
- Ronan Caouissin (1914-1986)
- Jean-Pierre Calloc'h (1888-1917)
- Jacques Cambry (1749-1807)
- Philippe Camby (1952-2012)
- François Caradec (1924-2008)
- Odile Caradec (1925-2021)
- Hervé Carn (1949-)
- Charles Carrère (1928-2020)
- Marie-Louise Charran (1883-1934)
- Philippe Charzay (1941-)
- François-René de Chateaubriand (1768-1848)
- Lucile de Chateaubriand (1764-1804)
- Marie-Josée Christien (1957-)
- Jean-François Coatmeur (1925-2017)
- Youenn Coic (1948)
- Sylvain Coher (1971-)
- Danielle Collobert (1940-1978)
- Paolig Combot (1945)
- Jean Conan (1765-1834)
- Tristan Corbière (1845-1875)
- Joël Cornette (1949-)
- Yves Cotten (1967-)
- Chantal Couliou (1961-)
- Olivier Cousin (1972)
- Joseph Cuillandre (1880-1955)

## C'H
- Reun Ar C'halan

## D
- Amand Dagnet (1857-1933)
- Émile Danoën (1920-1999)
- Ronan Dantec (1963-)
- Franck Darcel (1958-)
- Guy Darol (1954-)
- François Debeauvais (1903-1944)
- Nathalie De Broc ()
- Jean-Marie Déguignet (1834-1905)
- Hervé Delabarre (1938)
- Raymond Delaporte (XXe)
- Jean-Paul Delessard (1947)
- Per Denez (1921-2011)
- Adèle Denys (1899-2002)
- Paul Dirmeikis (1954-)
- Marcel Divanach (1908-1978)
- Heather Dohollau (1925-)
- Xavier Dollo (1976-)
- Daniel Doujet (1956-)
- Georges Drano (1936-)
- Yves Le Drézen (1899-1972)
- Henri Droguet (1944)
- Jean-Pascal Dubost (1963-)
- Louis Duchesne (1843-1922)
- Michel Dugué (1946-)
- François Duine (1870-1924)
- Anjela Duval (1905-1981)

## E
- Hervé Eléouet (1975-)
- Yves Elléouët (1932-1975)
- Guy Étienne (XXe)
- Arzel Even (1920 ou 1921-1971)
- Erwan Evenou (1940-)
- Alain Emery (1965-)

## F
- Noël du Fail (1520-1591)
- Jean Failler (1940-)
- François Falc'hun (1909-1991)
- Roger Faligot (1952)
- Abbé F.M. Falquerho (1854-?)
- Patrice Fath (1934-)
- Vincent Favé (1902-1997)
- Francis Favereau (1948-)
- Paul Féval (1816-1887)
- Jacques Fleurent (XXe)
- Yann ar Floc'h (Jean Le Page) (1881-1936)
- Loeiz Ar Floc'h (1909-1986)
- Yann Fouéré (1910-)
- Claire Fourier (1944-)
- Gilles Fournel (1931-1981)
- Jacques Fournier (1959-)
- Irène Frain (1950-)
- Etienne de Fougères (XIIe siècle-1178)

## G
- René Galand (1923-)
- Yann Ar Gall (XXe)
- Hollsent Ar Garreg (Toussaint Le Garrec) (1862-1939)
- Bruno Geneste (1960-)
- Charles Géniaux (1870-1931)
- Yann Gerven (Yvon Gourmelon) (1946-)
- Charles de Gaulle (Barz Bro C'hall) (1837-1880)
- Roger Gicquel (1933-2010)
- Maodez Glanndour (1909 - 1986)
- Glenmor (Émile Le Scanve) (1931-1996)
- Alexis Gloaguen (1950-)
- Juluan Godest (1849-)
- Yvon Gourmelon (1946-)
- Lucien Gourong (1943-)
- Francis Gourvil (1889-1984)
- Charles Le Goffic (1863-1932)
- Yeun ar Gow (1897-1966)
- André Grall (1956-)
- Xavier Grall (1930-1981)
- Jules Gros (1890-1992)
- Guillaume Gruel (XVe)
- Christine Guenanten (1958-)
- Jean-Albert Guénegan (1954)
- Jean-Michel Guilcher (1914-)
- Louis Guillaume (1907-1971)
- Eugène Guillevic (1907-1997)
- Alban Guillemois (XXIe)
- Louis Guilloux (1899-1980)
- Charles Gwennou (1851-1915)
- Youenn Gwernig (1925-2006)

## H
- Jean-Edern Hallier (1936-1997)
- Jean-Paul Hameury (1933-2009)
- Hervé Hamon (1946-)
- Marcel Hamon (1908-1994)
- Hardouin de Chartres (XIe)
- Jean L'Helgouach (1933-2000)
- Per Jakez Helias (1914-1995)
- Louis Hémon (1880-1913)
- Roparz Hemon (1900-1978)
- Loeiz Herrieu (1879-1953)
- Théodore Hersart de La Villemarqué (Kervarker) (1815-1895)
- Michel Hoëllard (1952-)
- Christophe Honoré (1970-)
- Abbé Germain Horellou (1864-1923)
- Ronan Huon (1922-2003)
- Tudual Huon (1953-)

## I
- Jean-Baptiste Illio (1873-1962)
- Job An Irien (1937-)

## J
- Max Jacob (1876-1944)
- Angèle Jacq
- Yann-Fañch Jacq
- Job Jaffré
- François Taldir-Jaffrennou
- Jean-François-Marie Jacob (Efflamm Koed Skaù)
- Hervé Jaouen
- Guy Jarnoüen de Villartay
- Alain Jégou (1948-2013)
- Kristof Jezegou
- Thierry Jigourel
- Jacques Josse (1953- )
- François Joxe (1940-2020)
- Fabienne Juhel

## K
- Yann-Fanch Kaba
- Philomène Cadoret
- Yann-Ber Kalloc'h
- Koulizh Kedez
- Paol Keineg (1944)
- Jean Kergrist
- Émilienne Kerhoas
- Pierre Kériec
- Herri Gwilherm Kerouredan (1932 - 2008)
- Fañch Kerrain
- Mark Kerrain
- Jakez Kerrien
- Divi Kervella
- Frañsez Kervella
- Goulc'han Kervella
- Alain Kervern (1945)
- René Kerviler
- Corentin Louis Kervran
- Marsel Klerg
- Jakez Konan
- Koulmig Arvor
- Joseph Cuillandre

## L
- Francois Labbé (1948-)
- Jehan Lagadeuc
- Célestin Lainé (Neven an Henaff)
- Félicité Robert de Lamennais
- Pascal Lamour
- Xavier de Langlais (Langleiz)
- Bleiz Lannvau
- Roger Laouenan
- Pier Laorans ou Pierre Laurent
- Nicole Laurent-Catrice (1937)
- Jean Lavoué
- Fañch Al Lay ou François Le Lay
- Henry Le Bal
- Pierre Le Baud
- Morvan Lebesque
- Alain Le Beuze (1958)
- Paul Lebois
- Gwilham Er Borgn
- Hervé Le Boterf
- Firmin Le Bourhis
- Jos Le Bras
- Anatol Ar Braz
- Michel Le Bris (1944-2021)
- Emmanuelle Le Cam (1972)
- Jean-Claude Le Chevère (1948)
- Yann Le Cœur
- René Le Corre (1923 - 2021)
- Pierre Le Coz
- Denise Le Dantec (1939)
- Mérédith Le Dez (1973)
- Marie Le Drian
- Arnaud Le Gouëfflec
- Charles Le Goffic
- Gérard Le Gouic (1936)
- Marc Le Gros (1947)
- Philippe Le Guillou
- Ghislaine Lejard
- Paul Le Jéloux
- Yannick Le Marec
- Jean-Pierre Le Mat
- Yvon Le Men(1953)
- Françoise Le Mer
- Camille Le Mercier d'Erm
- Anne-José Lemonnier (1958)
- Thierry Le Pennec (1955)
- Jules Lequier
- Charles Le Quintrec (1926 - 2008)
- Louis Napoléon Le Roux
- Georges Le Rumeur
- André Le Ruyet
- Marilyse Leroux
- Alain-René Lesage
- Alain Le Saux (1959)
- Gwenc’hlan Le Scouëzec
- Jean-Marie Le Sidaner (1947-1992)
- Michel Luneau
- François-Marie Luzel
- Florence Launay

## M
- Mikael Madeg
- Charles Madézo
- Patrick Mahé
- Brigitte Maillard
- Tanguy Malmanche
- Michel Manoll
- Jean Markale
- Pier Martin Chanoine Pierre Martin
- Ivona Martin
- Émile Masson
- Sophie Masson
- Robert Le Masson
- Yvon Mauffret
- Fant Rozec
- Martial Ménard
- Andreo Ar Merser
- Jean Meschinot
- Jean-François Miniac
- Jean-Claude Miossec
- Yves Miossec (1907-2001)
- Erwan ar Moal (Yves Le Moal)
- Simone Morand
- Meven Mordiern
- Olier Mordrel
- Françoise Moreau
- Françoise Morvan (1958)
- Jean-Jacques Morvan
- Fanch Morvannou
- Philippe Mouazan

## N
- Robert Nédélec

## O
- Filip Oillo
- Youenn Olier
- Édouard Ollivro
- Claude-Guy Onfray

## P
- Georges Perros
- Jean-Marie Perrot
- Fañch Peru
- Yann-Ber Piriou
- Gilles Plazy
- Maurice Polard
- Henri Pollès
- Hyacinthe du Pontavice de Heussey
- Remon Ar Porzh
- Claude Le Prat
- Maria Prat
- Gérard Prémel
- Yves Prié (1949)
- Jarl Priel
- Christian Prigent
- Pierre Pronost
- Marie-Hélène Prouteau
- Prosper Proux
- Yannick Pelletier

## Q
- Henri Queffélec
- Yann Queffélec
- Narcisse Quellien
- Julie Quéré
- Paul Quéré (1931 - 1993)

## R
- Pascal Rannou
- Ernest Renan
- Annaig Renault (1946-2012)
- Christian Renaut
- Michel Renouard
- Denis Rigal
- Michel Rio
- Jakez Riou
- Alain Robbe-Grillet
- Paul-Alexis Robic
- Armand Robin (1912-1961)
- Jean Rohou
- Charles Rolland
- Anne-Marie Ropars
- Jean Roudaut
- Erwann Rougé (1954)
- Bernez Rouz(1953)
- Joseph Rouzel
- Naig Rozmor

## S
- Guillaume de Saint-André
- Saint-Pol-Roux (1861-1940)
- Marie-Paule Salonne (1902-1947)
- Laurent Ségalen
- Victor Segalen (1878-1919)
- Yann Sohier
- Jean-Marie Le Scraigne
- Émile Souvestre
- Jean Sulivan

## T
- Bernez Tangi
- Lan Tangi
- Pierre Tanguy (1947)
- Yann Tatibouët (1972-)
- Paotr-Treoure (Aogustin Conq)
- Pierre Trépos
- Anne de Tourville
- Guy Trévoux
- Jean Trogoff
- Maurice Trogoff

## U
- Fañch An Uhel (François Luzel)

## V
- Jacques Vaché
- Claude Vaillant
- Dominique Louis Valle (1948-)
- Erwan Vallerie
- François Vallée
- Angèle Vannier (1917 - 1980)
- Roger Vercel
- Jules Verne
- Tanguy Viel
- Auguste de Villiers de L'Isle-Adam